# Cooper T44
La Cooper T44 è una monoposto di Formula 1 realizzata dalla scuderia britannica Cooper per partecipare al Campionato mondiale di Formula 1 1957.
Nel 1957 Bob Gerard alla guida di una Cooper T44 privata alimentata da un motore Bristol, partecipò al Gran Premio di Gran Bretagna. Qualificato al diciottesimo posto, ha concluso la corsa sesto.
Nel 1958 la vettura venne impiegata in Formula 2 con il motore Bristol.